# Virole
Pour les articles homonymes, voir Benoît Virole.

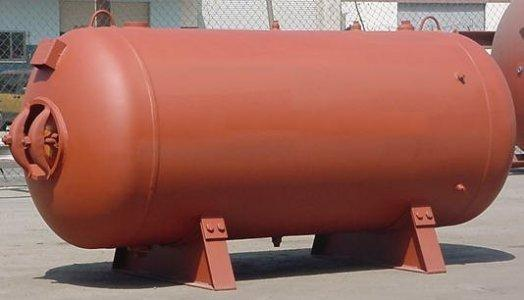
Réservoir sous pression constitué d'une virole fermée par des fonds bombés.

Une virole peut désigner plusieurs types d'objets.

## En horlogerie
En horlogerie, la virole est une pièce généralement faite en laiton, qui a une forme cylindrique avec un trou à son centre. Elle sert à fixer le spiral sur le balancier (par chasse). Il existe différentes façons de fixer le spiral à la virole : le virolage classique à goupille, le virolage Greiner et le virolage par soudure au laser.

## Pour les appareils sous pression
La virole est une pièce cylindrique creuse, sorte de tube dont la longueur varie de quelques millimètres à plusieurs mètres.
C'est la base des réservoirs cylindriques, des bouteilles de gaz (bonbonnes, « obus »), des appareils de pression. La virole est alors constituée d'une tôle roulée et soudée, plus rarement d'un cylindre sans soudure obtenu d'un cylindre plein par extrusion et laminage, ou bien encore d'un ensemble de tôles assemblées par boulonnage.

## En mécanique
Le terme virole désigne également une bague fixe ou tournante, destinée à contrôler ou empêcher un mouvement. Par exemple la bague qui règle l'arrivée d'air d'un bec bunsen, ou bien la bague qui verrouille la lame d'un couteau Opinel sont des viroles. La bague qui sertit les poils au manche d'un pinceau, pour les empêcher de se détacher, est également une virole.